# Ginés Navarro Díaz de León
Ginés Navarro Díaz de León (1916 – 8 de febrero de 1996), fue un médico mexicano que estudió en la Facultad de Medicina de la UNAM y fue Secretario de Salubridad y Asistencia en México en el periodo correspondiente de (1975-1976).

## Biografía
Además fue fundador del Pentathlón Deportivo Militarizado Universitario el 9 de julio de 1938, siendo aún estudiante de la Facultad de Medicina de la UNAM.